# Kościół Cejlonu
Kościół Cejlonu (ang. Church of Ceylon, syng. ලංකා සභාව) – anglikański Kościół na Sri Lance, wchodzący w skład wspólnoty anglikańskiej, podlegający jurysdykcji arcybiskupa Canterbury.

## Historia
Pierwsze nabożeństwa anglikańskie na Cejlonie sprawowano w 1796. Od tego czasu Anglikanie zamieszkujący wyspę w latach byli przynależni do diecezji londyńskiej. W 1818 Cejlon wcielono do diecezji Kalkuty, a w 1835 do diecezji Madrasu. W międzyczasie, w 1818, powołano archidiakonat Kolombo. W 1845 erygowano diecezję Kolombo. W 1930 tereny te włączono w skład prowincji o nazwie Kościół Indii, Birmy i Cejlonu. W 1950 erygowano diecezję Kurunegali. W 1970 prowincję rozwiązano, a obie cejlońskie diecezje stały się pozaprowincjalnymi ośrodkami pod jurysdykcją arcybiskupa Canterbury. W 1974 wcielono je do nowo utworzonego Kościoła Cejlonu.
We wrześniu 2006 święcenia kapłańskie otrzymały trzy kobiety, pierwsze w historii tej wspólnoty.

## Struktura
W ramach Kościoła funkcjonują dwie diecezje:
| Nazwa diecezji | Biskup                     | Prowincje |
| -------------- | -------------------------- | --- |
| Kolombo        | Dushantha Lakshman Rodrigo | Południowa, Północna, Północno-Zachodnia (dystrykt Puttalam), Sabaragamuwa (dystrykt Ratnapura), Środkowa (fragment dystryktu Nuwara Elija), Uwa, Wschodnia, Zachodnia. |
| Kurunegali     | Keerthisiri Fernando       | Północno-Środkowa, Północno-Zachodnia (dystrykt Kurunegala), Sabaragamuwa (dystrykt Kegalle), Środkowa (dystrykty: Matale, Kandy i fragment dystryktu Nuwara Elija).    |